# فيليب كوهن (لاعب كرة قدم)
فيليب كوهن (بالألمانية: Philipp Kühn)‏ هو لاعب كرة قدم ألماني، ولد في 2 سبتمبر 1992 في بيكوم في ألمانيا. لعب مع روت فايس آهلن وروت فايس أوبرهاوزن ونادي ساندهاوزن.

## وصلات خارجية
- فيليب كوهن على موقع قاعدة بيانات كرة القدم.إي يو (الإنجليزية)
- فيليب كوهن على موقع بيانات كرة القدم. دي إي (الألمانية)
- فيليب كوهن على موقع Soccerway.com (الإنجليزية)
- فيليب كوهن على موقع عالم كرة القدم.نت (الإنجليزية)